# Zaviralec proteinskih kinaz
Zaviralci proteinskih kinaz (ali inhibitorji proteinskih kinaz) so skupina učinkovin, ki delujejo kot zaviralci celičnih encimov, imenovanih proteinske kinaz (pogosto gre za tirozinske kinaze) in s tem zavrejo učinkovanje hormonov in rastnih dejavnikov. Med zaviralce tirozinskih kinaz spadajo nekatera novejša zdravila za zdravljenje rakavih bolezni. Proteinske kinaze omogočijo avtofosforiliracijo kinaz (spodbudijo cepitev γ-fosfatne skupine iz ATP-ja ter njen prenos na serinski, treoninski ali tirozinski aminokislinski ostanek kinaze. Avtofosforilacija receptorja sproži kaskadno reakcijo celičnega signaliziranja , ki je povezana s celično proliferacijo rakavih celic in zaviranjem apoptotičnih mehanizmov.
Prva učinkovina iz skupine zaviralcev proteinskih kinaz, ki je pridobila dovoljenje za promet z zdravilom, je bil imatinib, ki sta ga ameriški Urad za prehrano in zdravila ter Evropska agencija za zdravila in medicinske pripomočke leta 2001 odobrila za uporabo pri kronični mieloični levkemiji.